# Mlékárna Chudobín
Mlékárna Chudobín byla prvorepubliková firma na zpracování mléka a výrobu sýrů, především tavených. Nacházela se zhruba 2,5 km na západ od Litovle na katastru Sobáčova, který je částí obce Mladeč v okrese Olomouc ve stejnojmenném kraji.

## Historie
Továrnu v roce 1926 založil Emanuel Marek v bývalém hostinci v Sobáčově (dříve katastrální území Chudobín). V roce 1928 továrnu rozšířil o nově vybudované sklepy k uskladňování a vyzrávání sýrů. V roce 1930 zakoupil moderní automatické přístroje a rozšířil výrobu o tavené sýry bez kůry.
Firma se tak stala první tavírnou sýrů na Moravě, jednou z největších v Československu. Firma vyráběla 150 různých výrobků – sýry, másla, pasterované mléko, tvarůžky, tvaroh a jogurty. Jednou z ochranných známek firmy byla ELMA. Pod touto značkou firma prodávala výrobky jak na domácím, tak na zahraničním trhu. Vývoz mířil do Německa, Polska, Maďarska či Jugoslávie.
V roce 1932 byla firma rozšířena o řeznictví vyrábějící zboží (konzervy, uzeniny) především pro armádu. V roce 1937 plánoval Emanuel Marek prodej firmy, ale než k tomu došlo, zemřel a rodina si firmu ponechala. V roce 1942 byla z rozhodnutí okupačních úřadů mlékárna a sýrárna uzavřena. Řeznictví fungovalo do roku 1952, kdy bylo znárodněno a poté zrušeno. V areálu firmy dnes funguje restaurace STOP, kterou provozuje rodina Marků, které byl zdevastovaný majetek vrácen v restitucích.